# Rhyacophila arcella
Rhyacophila arcella är en nattsländeart som beskrevs av Donald G. Denning 1975. Rhyacophila arcella ingår i släktet Rhyacophila och familjen rovnattsländor. Inga underarter finns listade i Catalogue of Life.